# The Syntetic
The Syntetic (zwany też Miszcz Pawarotti lub Człowiek widmo) – projekt muzyczny Dariusza Pakuły ze Świętochłowic. W swoich tekstach, często chaotycznych i pełnych surrealistycznego humoru, opowiada różne historie inspirowane m.in. baśniami i fantastyką naukową. Charakterystyczną cechą wokalu Pakuły jest jego silny śląski akcent, jednak słownictwa z gwary śląskiej używa sporadycznie (nudelkula, ożarty). Jako tło muzyczne The Syntetic wykorzystuje stare przeboje synth popowe, dance i techno. Swoje utwory nagrywał na kasetach magnetofonowych, które były przekazywane między znajomymi. Po pewnym czasie ktoś umieścił próbki jego twórczość w internecie, gdzie zdobyły popularność. Pakuła początkowo nie wierzył w swoją popularność, był przekonany, że znajomi drwią z niego. Przekonał się o niej, dopiero gdy zaczął publicznie występować. Na swoim koncie ma występy m.in. w: Świętochłowicach, Katowicach, Poznaniu, Warszawie, Wrocławiu oraz Bytomiu. W 2007 roku wystąpił gościnnie na płycie Gra? zespołu El Doopa w utworze Czarny niewolnik. Od 2008 roku projekt działa pod nazwą Syntetic i tworzą go Miszcz Pawarotti i DJ 5:cet. Premiera pierwszego oficjalnego albumu Miszcza Tchnienie mocy odbyła się w katowickim klubie Cogitatur 1 kwietnia 2009. Płytę promował teledysk Słodka bejbi. Na płycie znalazło się 14 utworów. W dwóch utworach (James Brown i Wielki Karlito) gościnnie śpiewa Kazik Staszewski. 23 marca 2014 pojawił się minialbum (pot. epka) zatytułowany: „Improwizacje”. 28 marca 2014 to dzień oficjalnej premiery najnowszego teledysku „Świnie w kosmosie”, w którym Syntetic wystąpił razem z kabaretami To Smutne oraz Hetero Sapiens (współpracuje z nimi również przy filmie dokumentalnym).

## Podkłady muzyczne
The Syntetic na swoim pierwszym (nieoficjalnym) albumie Człowiek Widmo – Of The Longplej wykorzystuje w podkładach muzycznych fragmenty utworów z repertuaru takich wykonawców, jak:
Kombi, Bad Boys Blue, Blue System, Gazebo, Fancy, Sandra, Clannad, Goombay Dance Band, Paul van Dyk, Jean-Michel Jarre, a także ze ścieżek dźwiękowych z filmów Cobra, Conan Barbarzyńca, Gliniarz z Beverly Hills czy Martwe Zło 3.
Na najnowszej płycie TchNieNie Mocy za wszystkie podkłady odpowiada DJ-a 5:cet.

## Dyskografia
- 2001 – Człowiek Widmo – Of The Longplej (nieoficjalny album)
- 2001 – Kabaret „Ryszawy Jabukasiga wśród małp” (nieoficjalny singiel)
- 2004 – Kulturyści (nieoficjalny singiel)
- 2009 – TchNieNie Mocy
- 2014 – Improwizacje (minialbum)
- 2015 – Księżycowa dziffka (singiel)
- 2017 – Stary Luj z Lipin (singiel)
- 2019 – Śląski Murzin (singiel)
- 2020 – Żryj Plastik (singiel)
- 2024 – Gumowi ludzie (singiel)
- 2024 – Prze/błyski (album)

## Skład koncertowy
- Miszcz – wokal, teksty
- DJ 5:cet – skrecze, wizualizacje, bass
- Mathey – gitara